# Charles W. Runyon
Charles West Runyon (geboren am 4. Juni 1928 in Sheridan, Missouri; gestorben am 8. Juni 2015 in Cedar Park, Texas) war ein amerikanischer Schriftsteller, der in den Genres Science-Fiction, Thriller und Horror schrieb.

## Leben
Runyon war der Sohn des Lehrerehepaars Monte C. Runyon und Nina Runyon, geborene West. Er studierte ab 1948 an der University of Missouri, von 1950 bis 1951 an der Universität München, danach bis 1952 an der Indiana University und schließlich bis 1955 erneut an der University of Missouri. Anschließend arbeitete er bis 1957 als Redakteur für die Sinclair Pipe Line und bis 1960 für Standard Oil. Ab 1960 war er freier Schriftsteller.
1958 war eine erste Erzählung First Man in a Satellite in dem Pulp-Magazin Super-Science Fiction erschienen und 1960 kam der erste Roman Runyons,  der Thriller The Anatomy of Violence, bei Ace Books heraus. Es folgten eine Reihe von erotisch angefärbten Thrillern unter dem Pseudonym Mark West, einige Krimis als Ellery Queen, sowie weitere Thriller und Science-Fiction-Romane, wobei er bei der Science-Fiction meist als „Charles W. Runyon“ und bei den Thrillern als „Charles Runyon“ oder „Charles Runyon, Jr.“ zeichnete.
Der Roman Power Kill wurde 1973 von der Missouri Writers Guild mit dem Best Book of the Year Award ausgezeichnet, außerdem wurde der Roman im gleichen Jahr für den Edgar Allan Poe Award nominiert. Der Horrorroman Soulmate (1974), in dem eine Prostituierte ein Opfer von Besessenheit wird, ist als Die Braut des Parasiten ins Deutsche übersetzt worden.
Runyon war seit 1955 mit Ruth Phillips verheiratet und hatte mit ihr einen Sohn (geboren 1958). 2015 ist Runyon im Alter von 87 Jahren gestorben.

## Bibliografie
Romane
- The Anatomy of Violence (1960)
- Office Affair (1961, als Mark West)
- His Boss’ Wife (1962, als Mark West)
- Object of Lust (1962, als Mark West)
- The Death Cycle (1963, auch als The Naked Bums, 1964)
- Color Him Dead (1963, auch als The Incarnate, 1977)
- The Last Score (1964, als Ellery Queen)
- The Killer Touch (1965, als Ellery Queen)
- The Prettiest Girl I Ever Killed (1965)
- Bloody Jungle (1966)
- The Black Moth (1967)
- Kiss and Kill (1969, als Ellery Queen)
- No Place to Hide (1970)
- Pig World (1971)
- Power Kill (1972)
- Ames Holbrook, Deity (1972)
- Something Wicked (1973)
- Soulmate (1974)
  - Deutsch: Die Braut des Parasiten. Übersetzt von Walter Brumm. Pabel (Dämonenkiller #4), 1975.
- I, Weapon (1974)
- To Kill a Dead Man (1976)
- Kiss the Girls and Make Them Die (1977)
- Gypsy King  (1979)

Kurzgeschichten
- First Man in a Satellite (1958, SF&F)
- Solution Tomorrow (1959, SF&F)
- Hangover Manhunt (1960, Thriller)
- Remember Me, Peter Shepley (1960, SF&F)
- The Last Kill (1961, Thriller)
- The Possessive Female (1961, Thriller)
- Sales Pitch (1961, Thriller)
- The Death Gimmick (1962, Thriller)
- The Naked Bums (1964, Thriller)
- Never Kiss a Killer (1965, Thriller)
- Happiness Squad (1967, SF&F)
- The Youth Addicts (1967, SF&F)
- The Waiting Room (1969, Thriller)
- There Must Be More Than This (1969, Thriller)
- Sweet Helen (1969, SF&F)
- The Appointment (1970, Thriller)
- Cycle Death Run (1970, Thriller)
- Dream Patrol (1970, SF&F)
  - Deutsch: Traumpatrouille. In: Wulf Bergner (Hrsg.): Traumpatrouille. Heyne Science Fiction & Fantasy #3385, 1974, ISBN 3-453-30262-1.
- Soulmate (1970, SF&F)
- The Dead Survive (1974, Thriller)
- A Good Head for Murder (1974, Thriller)
- Once There Were Cows (1974, SF&F)
- The Company of Brave, Rich Men (1975, Thriller)
- An Act of Simple Kindness (1975, Thriller)
- Noomyenoh (1975, SF&F)
- Terminal (1975, SF&F)
- In Case of Danger, Prsp the Ntxivbw (1975, SF&F)
  - Deutsch: Bei Gefahr den Ntxivbw prspn! In: Manfred Kluge (Hrsg.): Tod eines Samurai. Heyne Science Fiction & Fantasy #3537, 1977, ISBN 3-453-30430-6.
- Death Is My Passenger (1976, Thriller)
- Brain Diver (1976, SF&F)
- The Sitter (1976, SF&F)
- Daughter of the Vine (1977, SF&F)
- Metafusion (1977, SF&F)
- The Liberation of Josephine (1978, SF&F)